# Lee Mavers

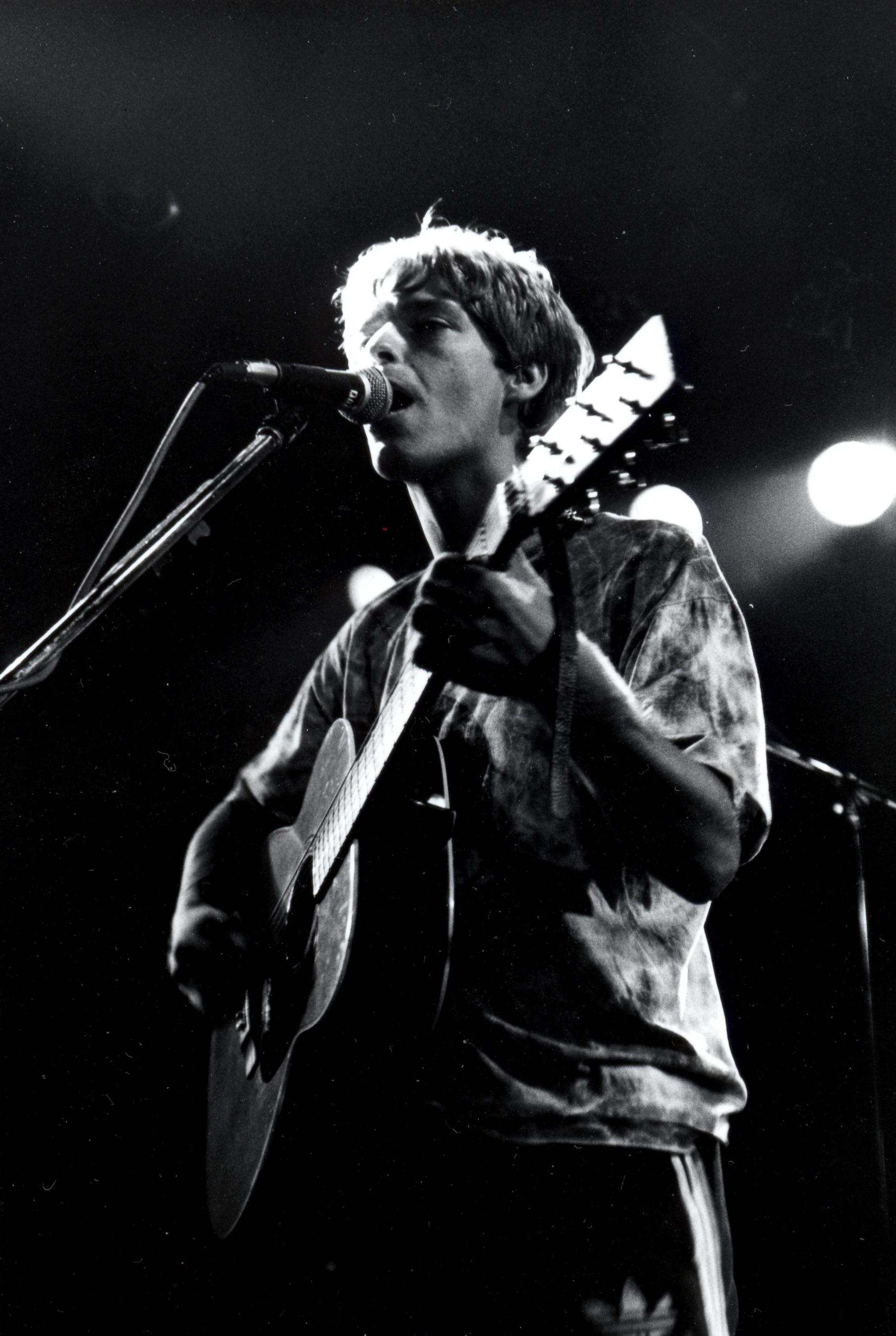
Lee Mavers

Lee Anthony Mavers (* 2. August 1962 in Liverpool, Vereinigtes Königreich) ist ein britischer Musiker, der als Frontmann der Rockband The La’s bekannt wurde.

## Leben
Mavers gründete The La’s im Jahr 1986 mit John Power und weiteren Musikern in Liverpool, nach einigen Konzerten wurden Go! Discs auf sie aufmerksam und nahm die Gruppe unter Vertrag. Mavers war dabei der Leadsänger, Gitarrist und Hauptsongschreiber der Band. Die ersten Singles der Gruppe wie Way Out (1987), There She Goes (1988) und Timeless Melody (1988) konnten mit niedrigen Chartpositionen nicht den Ansprüchen der Band gerecht werden. Zudem zog sich die Veröffentlichung des Debütalbums der Gruppe bis 1990. Dies war vor allem auf Mavers Perfektionismus zurückzuführen, der zum Abbruch mehrere Aufnahmesessions führte. Das Album The La’s (1990) erschien dann ohne das direkte Einverständnis der Band, da das Label der Band langsam ungeduldig wurde. Die LP erreichte die Top 40 der UK-Charts und eine Neuauflage von There She Goes Platz 13 der Charts. Es ist somit der größte Hit der Musiker. 
Nach der Auflösung von The La’s 1992 verschwand Mavers aus der Öffentlichkeit. Ab 1994 trat er dann wieder sporadisch mit The La’s auf Festivals sowie als Vorgruppe von Paul Weller, Oasis und anderen Künstlern in England auf. Obwohl Mavers angeblich neues Material geschrieben hat, sind neue Aufnahmen mit der Gruppe bis heute nicht realisiert worden. In dem Zeitraum zwischen 1991 und 2021 spielte Mavers, der zurückgezogen in Liverpool lebt, nur 20 offizielle Konzerte, die letzten davon 2011. 2024 spielte er erstmals seit 13 Jahren wieder ein kleines Konzert.
Zu den Bewunderern von Lee Mavers gehört Pete Doherty (The Libertines und Babyshambles), der 2009 mit ihm auf einer Bühne stand. Auch Noel Gallagher und Eric Clapton fanden teils bewundernde Worte für ihn. Die BBC bezeichnete Mavers im Jahr 2021 als „,verlorenes' Genie der Rockmusik“, da seit 1990 keine neues Album mehr von ihm oder seiner Band erschien.

## Diskografie
Mit The La’s
- The La’s (1990)